# سیستم کنترل خودکار قطار

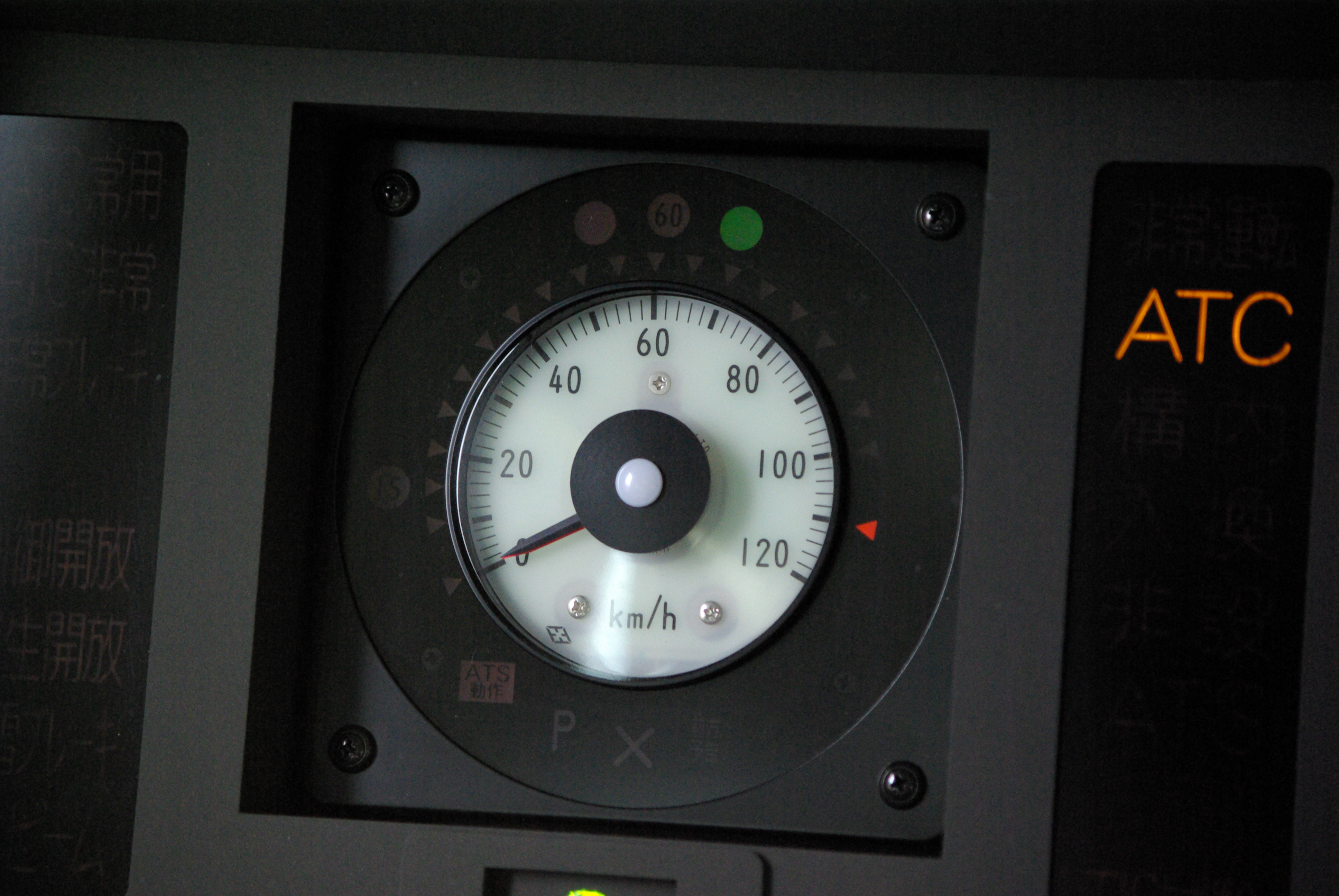
نشانگر سیستم خودکار کنترل قطار در ژاپن

سیستم کنترل خودکار قطار (ATC)، مجموعه‌ای شامل یک مکانیسم کنترل سرعت برای قطارها بر اساس برخی پارامترهای ورودی است. برای مثال، اگر اپراتور به سیگنال خطر واکنش نشان ندهد، سیستم می‌تواند ترمز اضطراری را اعمال کند. این سیستم به عنوان بخش مهمی از ایمنی یک سیستم ریلی در نظر گرفته می‌شود.

## در کشورهای مختلف

### ژاپن
در ژاپن، سیستم ATC برای قطارهای پرسرعت مانند Shinkansen توسعه داده شد که به دلیل سرعت بالا راننده تقریباً زمانی برای تأیید سیگنال‌های هشداری ندارد. برای مثال سرعت فعلی قطار با میزان تعریف شده محدودیت سرعت مقایسه می شود و اگر قطار خیلی سریع حرکت کند، ترمز به طور خودکار اعمال می شوند و سپس به محض رسیدن سرعت قطار به محدوده مجاز، ترمزها آزاد می شوند. این سیستم درجه بالاتری از ایمنی را ارائه می دهد و از برخوردهایی که ممکن است به دلیل خطای راننده ایجاد شود جلوگیری می کند، بنابراین در خطوط پرکاربرد مانند خط Yamanote توکیو و برخی از خطوط مترو نیز راه اندازی شده است.

### کره جنوبی
چندین خط مترو در کره جنوبی از ATC استفاده می کنند که در برخی موارد با ATO بهبود یافته است.

### ایران
درست عمل نکردن سیستم کنترل خودکار قطار (ATC) و اخطارهای غیرواقعی این سیستم در ایران از جمله عواملی بود که متصدیان بخش کنترل در حادثه قطار سمنان-دامغان را نسبت به اخطارهای اعلام شده از سوی این سیستم بی‌اعتماد کرده بود. سیستم کنترل خودکار قطار در اسفند سال ۹۳ با هزینه ۳۷ میلیون یورو و با هدف ارتقای ایمنی و کاهش خطای انسانی توسط «شرکت مهاران» به بهره‌برداری رسید. اما این سیستم از فروردین ماه سال ۹۴ تا زمان وقوع این حادثه بالغ بر ۲۰۰۰ بار اعلام خطا کرده بود. از آنجایی که بیشتر اخطارهای اعلام شده از سوی سیستم غیرواقعی بوده، متصدیان مرکز کنترل ترافیک، به اعلام خطاهای پیاپی ATC بی‌توجه بوده‌اند و تصور کرده‌اند که در روز وقوع حادثه نیز به مانند گذشته، ایراد از سیستم بوده و اخطار غیرواقعی اعلام شده‌است در نتیجه رانندهٔ قطار سمنان-مشهد نیز با خاموش کردن سیستم کنترل خودکار، قطار را به صورت دستی به حرکت درآورده و پس از چند دقیقه به شدت با کوپه‌های انتهایی قطار مشهد-تبریز که توقف کرده بود، برخورد می‌کند. و یکی از مرگبارترین حادثه‌های ریلی ایران را رقم میزند.